# Adriana Millard
Adriana Millard, född 13 maj 1926, är en friidrottare från Chile. Hon deltog vid olympiska sommarspelen 1948.